# …All This Time
| Оценки критиков | Оценки критиков |
| Источник        | Оценка          |
| --------------- | --------------- |
| AllMusic        | [ 1 ]           |
| Jam!            | (позитивная)    |
| Rolling Stone   | [ 3 ]           |

…All This Time  — третий концертный альбом британского рок-музыканта Стинга, был записан 11 сентября 2001 года. Стинг исполнил этот концерт на вилле Il Palagio в Италии перед избранной аудиторией — розыгрыш билетов проводился среди участников его фан-клуба. Репертуар концерта включает сольные песни Стинга, а также композиции записанные с его бывшей группой The Police. Пластинка получила своё название в честь одноимённой песни из альбома The Soul Cages.

## Об альбоме
Стинг придумал идею провести концерт на своей итальянской вилле, он пригласил группу музыкантов, чтобы порепетировать и отыграть одно выступление. В ходе приготовлений был снят материал подготовки к концерту, а также репетиции в день шоу — 11 сентября. В тот же день произошли теракты в Нью-Йорке, музыканты были шокированы узнав об этих инцидентах в Америке. Тем не менее несмотря на трагические события, Стинг и сотоварищи всё же отыграли концерт, хотя итоговый вариант довольно сильно отличался от первоначального замысла шоу — общая атмосфера стала значительно мрачнее, о чём упоминается на DVD. Кроме того, Стинг несколько изменил сет-лист мероприятия: он не стал исполнять песню «Desert Rose», которую планировалось спеть дуэтом с Шебом Мами ввиду всё тех же событий в Нью-Йорке.
Концерт был посвящён памяти погибших от терактов в тот день. На первой странице буклета компакт-диска было послание: «Этот альбом был записан 11 сентября 2001 года и посвящается всем тем, кто отдал свою жизнь в тот день». Затем был напечатан текст титульной песни — «Fragile»; из всего списка песен, буклет содержит текст только этой.

## Список композиций

### Компакт-диск
Все песни написаны Стингом, за исключением отмеченных.
1. «Fragile» — 4:35
2. «A Thousand Years» (Марк Элдридж[англ.], Стинг) — 3:02
3. «Perfect Love…Gone Wrong» — 4:11
4. «All This Time» — 5:20
5. «The Hounds of Winter» — 4:29
6. «Mad About You» (отсутствует на американском издании)
7. «Don’t Stand So Close to Me» — 2:15
8. «When We Dance» — 4:52
9. «Dienda» (Кенни Киркленд, Стинг) — 3:12
10. «Roxanne» — 3:36
11. «If You Love Somebody Set Them Free» — 4:57
12. «Brand New Day» — 4:46
13. «Fields of Gold» — 3:50
14. «Moon over Bourbon Street» — 2:55
15. «If I Ever Lose My Faith in You» — 4:31
16. «Every Breath You Take» — 5:04
17. «Shape of My Heart» (бонус-трек британского и японского изданий)
18. «Seven Days» (бонус-трек японского издания)

### DVD
1. «Fragile»
2. «A Thousand Years»
3. «Perfect Love…Gone Wrong»
4. «All This Time»
5. «Seven Days»
6. «The Hounds of Winter»
7. «Don’t Stand So Close to Me»
8. «When We Dance»
9. «Dienda»
10. «Roxanne»
11. «If You Love Somebody Set Them Free»
12. «Brand New Day»
13. «Fields of Gold»
14. «Moon Over Bourbon Street»
15. «Shape of My Heart»
16. «If I Ever Lose My Faith In You»
17. «Every Breath You Take»

- DVD-издание содержит бонусы — песни: «Every Little Thing She Does Is Magic», «Fill Her Up» и «Englishman in New York», а также репетиции перед концертом и документальный фильм о создании альбома.

## Участники записи

### Музыканты
- Стинг — вокал, бас-гитара и акустическая гитара
- Доминик Миллер — гитара
- Кристиан Макбрайд — контрабас
- Ману Катче — ударные
- Джейсон Ребелло[англ.] — фортепиано, клавишные
- Маркос Сюзано[англ.] — перкуссия
- Марк Элдридж[англ.] — клавишные и музыкальное программирование
- Крис Ботти — труба
- Кларк Гейтон — тромбон
- Жак Мореленбаум[англ.] — виолончель
- Би Джей Коул[англ.] — педальная слайд-гитара
- Дженис Пендарвис[англ.] — бэк-вокал
- Кэтрис Бэрнс — бэк-вокал
- Джефф Янг — бэк-вокал и орган Хаммонда
- Хаоуа Абденакер — дарбука (на «Mad About You»)

### Производство
- Марк Элдридж[англ.] и Стинг — продюсирование
- Саймон Озборн — запись и микширование
- Донел Ходгсон — второй звукоинженер
- Hopps — ассистент звукоинженера на Il Palagio
- Стефано Марчиони — ассистент звукоинженера на Fonoprint Studios
- Крис Блэр — мастеринг

## Хит-парады
| Хит-парад (2001)                    | Высшая позиция |
| ----------------------------------- | -------------- |
| Австрия (Ö3 Austria)                | 10             |
| Бельгия/Фландрия (Ultratop)         | 22             |
| Бельгия/Валлония (Ultratop)         | 16             |
| Канада (Canadian Albums Chart)      | 10             |
| Дания (Hitlisten)                   | 29             |
| Финляндия (Suomen virallinen lista) | 22             |
| Франция (SNEP)                      | 7              |
| Германия (Media Control)            | 5              |
| Ирландия (IRMA)                     | 9              |
| Италия (Classifica album)           | 4              |
| Новая Зеландия (RMNZ)               | 21             |
| Норвегия (VG-lista)                 | 17             |
| Польша (ZPAV)                       | 3              |
| Швеция (Sverigetopplistan)          | 29             |
| Швейцария (Schweizer Hitparade)     | 10             |
| Великобритания (UK Albums Chart)    | 3              |
| США (Billboard 200)                 | 32             |

| Хит-парад (2002)           | Высшая позиция |
| -------------------------- | -------------- |
| Нидерланды (Album Top 100) | 12             |